# ایر سینا
ایر سینا (به انگلیسی: Air Sinai) یک شرکت هواپیمایی با کد یاتا 4D است که در ۱۹۸۲ میلادی تأسیس شده‌است. دفتر مرکزی ایر سینا در قاهره، مصر واقع شده‌است و قطب این شرکت هواپیمایی در فرودگاه بین‌المللی قاهره قرار دارد و به ۱ مقصد، پرواز انجام می‌دهد.